# Craig Conroy
Craig Michael Conroy, född 4 september 1971 i Potsdam, New York, är en amerikansk före detta professionell ishockeyspelare. Conroy spelade som centerforward för NHL-klubbarna Montreal Canadiens, St. Louis Blues, Calgary Flames och Los Angeles Kings. 
Conroy debuterade i NHL med Canadiens säsongen 1994–95, men övergick till St Louis Blues. I slutet av säsongen 2000–01 gick Conroy till Calgary Flames, där han blev utsedd till lagkapten.
Säsongen 2005–06 skrev Conroy på för Los Angeles Kings som han dock lämnade efter en dryg säsong och återgick till Calgary Flames. Efter säsongen 2011 lade Conroy skridskorna på hyllan och tog plats i Calgarys tränarstab.